# Forgotten Realms
A Forgotten Realms egy kitalált világ a Dungeons & Dragons szerepjátékhoz. Megalkotója Ed Greenwood 1967-ben gyerektörténetekhez találta ki. Önálló kiadványként 1987-ben jelent meg az első világleírása, azóta a szerepjátékos kiegészítők mellett novellák, képregények, videójátékok és film is születtek a világhoz.
A Forgotten Realms egy fantasy világ, tele furcsa tájakkal, veszedelmes teremtményekkel és fenséges istenekkel, ahol a mágia és a természetfeletti a valóság része. Az előzetes szerint a Realms és a Föld valaha sokkal közelebb volt egymáshoz. Az idő múlásával azonban egymástól eltávolodtak, végül a Föld lakói megfeledkeztek a másik világról – innen a neve is. A világ 2000-ig használt logójában apró, rúnaszerű betűkkel az „itt terülnek el az elveszett tájak”, ami a két világ kapcsolatára utal.
A Forgotten Realms az egyik legnépszerűbb világ a D&D univerzumában,
 ezt nagyban köszönheti olyan alkotóknak, mint R. A. Salvatore, valamint rengeteg híres videojátéknak. Ezek közül a Pool of Radiance (1988), az Eye of the Beholder (1991), az Icewind Dale (2000), valamint a Neverwinter Nights és Baldur's Gate sorozat a legfontosabbak.

## Eredet

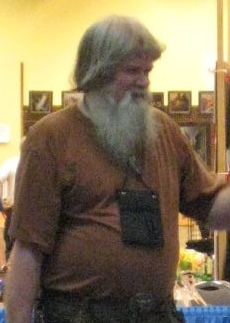
Ed Greenwood, a világ megalkotója 2008-ban.

Ed Greenwood, a világ megalkotója nyolcéves korában kezdett írni fantasztikus történeteket. Ezek egy Forgotten Realms nevű világon játszódtak. Eredetileg lehetséges átjárás volt a Föld és a Realms között, azonban idővel a földi emberek elfelejtették a kettő közötti utazás módját, erre utal az "elfeledett" név. Greenwood 1975-ben ismerkedett meg a Dungeons & Dragonsszal, majd amikor 1978-ban megjelent az Advanced Dungeons & Dragons, egy September nevű egyetemi hallgató révén vált megszállott játékossá. Ez a világ lett Greenwood saját kampányának helyszíne. 1979-ben az akkor még The Dragon néven futó magazinban tette közzé az első részletet belőle (egy "crust" nevű szörny leírása volt), majd ugyanitt folytatta a további részletek publikálását. Mielőtt létrejött volna a Knights of Myth Drannor csapat Shadowdale közelében, már elkezdett egy történetet Waterdeep városában. A játékosok pedig vágytak a világ megismerésére: 
Azt szerették volna, hogy egész játék valósnak hasson, rendes munkájuk legyen és saját dolgaikkal foglalkozzanak, míg az egész többé válik mint egy sima kampány. A szerepjáték mindig a szabályok felett állt, a kalandok pedig saját magukat írták.
 Greenwood ugyanakkor elárulta, hogy a saját személyes változata a világról sokkal sötétebb, mint amit végül közzétett.
Miután Gary Gygax kilépett a TSR-ből 1985-ben, a cég új alapsettinget keresett a következő Dungeons & Dragons verzióhoz az addig megszokott Greyhawk helyett. A TSR Jeff Grubbot kérte fel, hogy kérdezzen rá Greenwoodnál a saját settingjével kapcsolatban, hogy van-e jobban kidolgozott változat is attól, ami eddig a Dragon magazinban megjelent. Greenwood szerint, amikor Jeff Grubb felkereste, az egyik kérdése valami olyasmi volt, hogy "Csak menet közben találsz ki dolgokat, vagy van egy hatalmas kampánysettinged?", és mind a két kérdésre igennel felelt. A TSR úgy volt vele, hogy a Forgotten Reamls sokkal nyitottabb és játékosbarátabb setting, mint az eposzi fantasy Dragonlance, ezért úgy tervezték, hogy ez lesz az Advanced Dungeons & Dragons második kiadásához mellékelt setting. Greenwood beleegyezett, és hozzákezdett a munkához, hogy a setting hivatalos kiadványként is megjelenhessen. A TSR-hez végül több tucatnyi dobozt küldött jegyzetekkel és térképekkel teletömve, majd eladta a settinghez fűződő jogait egy jelképes összegért. A cég végül módosított az eredeti koncepción annyiban, hogy a Realms nem elérhető a Földről, hogy megelőzzenek olyan lehetséges pereket, ha esetleg valaki megsérülne az "átjáró keresése közben".
Jon Peterson, a Dungeons and Dragons Art and Arcana: A Visual History szerzője azt mondta Greenwoodról, hogy egy olyan ritka, megszállott DM, akinek folyamatosan van ideje és energiája az ötleteit kidolgozni a világában mint a TSR dolgozóinak. Így mikor a TSR média-közti stratégiájával bevásárlási hullámba kezdett, a Forgotten Realms biztos vétel volt nekik. R. A. Salvatore pedig fogta Greenwood világát, és karaktereket és történeteket írt velük, amivel az egyik legjobban kereső szerző lett, és fenntartotta a TSR fantasy könyv részlegét.

## Történet

### 1985-1990
A TSR 1985-ben jelentette meg AD&D-hez a Bloodstone Pass című kalandmodult, majd 1987-ben, mikor megjelent a The Bloodstone Wars, akkor az egész kalandsorozatot (H – The Bloodstone Pass Saga) utólagosan a Forgotten Realmsra helyezték. Készítője, Douglas Niles egy kelta tematikájú trilógián is dolgozott, majd utólag a Forgotten Realmshoz illesztette a világot. Első kötete, a Darkwalker on Moonshae végül 1987-ben jelent meg, alig egy hónappal a Forgotten Realms Campaign Setting előtt.
A Forgotten Realms Campaign Set 1987-ben jelent meg dobozos szettként, ami két könyvet (Cyclopedia of the Realms és DM's Sourcebook of the Realms) és négy színes térképet tartalmazott, amiket Ed Greedwood és Jeff Grubb készítettek.:99 A szett bemutatta a kampányvilágot, és tartalmazott egy útmutatót a játékhoz való használatához.:99. A térképen kidolgozatlanul hagytak egy helyszínt, ahol az Strategic Simulations Inc. (SSI) Gold Box számítógépes szerepjátékai játszódtak.
A TSR más alkotóktól származó anyagokat is beépített a világba, például Douglas Nilestől a Moonshae Islest, Tracy és Laura Hickmantől a Desert of Desolationt és Zeb Cooktól a Kara-Turt.:73 Ezen felül a TSR arra is használta az új settingjét, hogy reklámozza a Bloodstone kalandsorozatban használt Battlesystem rendszert, az utolsó két modul, a The Bloodstone Wars (1987) és a The Throne of Bloodstone (1988) kifejezetten a Forgotten Realmsra készült.:74 Néhány karaktert Frank Mentzer Egg of the Phoenix (1987) kalandmoduljából átvezettek a The Savage Frontierba (1988) is.:40
A Desert of Desolation kalandmodul-gyűjteményt átdolgozták a Forgotten Realms világára, az 1987-es Under Illefarn eleve a Realmsra készült:108, ahogy az 1988-as Swords of the Iron Legion modul is.:103
R. A. Salvatore az első Forgotten Realmson játszódó regényét, a The Crystal Shardot 1988-ban írta. Eredetileg a Moonshae Islandson játszódott volna a cselekményen, azonban később változtatott a helyszínen, és egy új szereplőt hozott a történetbe, Drizzt Do’Urden-t.:73 Drizzt azóta több mint 17 további regényben jelent meg, néhány közülük felkerült a New York Times Best Seller listájára. Az SSI 1988-ban jelentette meg az első Forgotten Realms játékot, a Pool of Radiance-t.
Több kiegészítő is jelent meg az eredeti dobozos verzióhoz az első kiadású AD&D szabályrendszerét használva, a Waterdeep and the North és a Moonshae 1987-ben:73, az Empires of the Sands, a The Magister, a The Savage Frontier, a Dreams of the Red Wizards és a Lords of Darkness, illetve a Pool of Radiance alapján készült Ruins of Adventure 1988-ban. Ugyanebben az évben jelent meg a City System dobozos verziója is, ami tartalmazott néhány térképet Waterdeephez.:96–97:113
1988-ban adták ki a Kara-Tur: The Eastern Realms dobozos szettjét, amit úgy készítettek, hogy használható legyen az 1986-os Oriental Adventuresszel, ezzel belehelyezve Kara-Turt a Forgotten Realmsbe.:103
A DC Comics egy Forgotten Realms képregénysorozatot is kiadott 1989-ben, amit Jeff Grubb írt. Minden szám 26 oldalas volt, és nagyrészt Rags Morales és Dave Simons illusztrált. Összesen 25 szám jelent meg, az utolsó 1991-ben. 1990-ben megjelent egy 56 oldalas évkönyv is Forgotten Realms Comic Annual #1: Waterdhavian Nights néven.:75
1989-ben a Curse of the Azure Bonds számítógépes játék alapján készült egy azonos című kalandmodul.:97

### 1990-2000
Az AD&D első kiadásáról a másodikra való áttérést felülről vezényelték. Az istenek egekből való levetésének története az 1989-es Hall of Heroes játékmodulban kezdődött, majd a három kalandot tartalmazó Avatar modulban és az Avatar trilógiában folytatódott, kiegészítve néhány képregénnyel. A TSR a naptárat ehhez igazítva egy évvel előrébb léptette, a hiányt pedig a Bajok Ideje névvel illette.
1990 elején jelent meg a Forgotten Realms Adventures Grubb és Greenwood tollából, ami a helyszínt átvezette a második kiadásba, valamint bemutatta a változásokat. A Ruins of Undermountain volt az első kiadott mega-dungeon. Jeff Grubb megírta az 1992-ben megjelent Al-Qadim modult, ami a Birodalmak déli területeire összpontosít. Az RPGA az egyik élő szerepjátékuk során Raven Bluff városát tette meg helyszínnek. Az RPGA hivatalosan támogatta a Living City modult, és az 1990-es évek végén számos Forgotten Realms alkalandot is támogattak. A Kara-Tur helyszínhez számos modul készült. A Hordelands területet az 1990-es The Horde mutatta be, ami három kalandot tartalmazott. 1991-ben megjelent a Maztica Campaign set, ami Maztica kontinensét részletezte.
Az eredeti szürke dobozos készletet az AD&D második kiadásakor, 1993-ban frissítették, amikor kiadták a három könyvet és számos „szörny támogatást“ is tartalmazó Forgotten Realms Campaign Settings dobozt. Az évtized folyamán folyamatosan érkeztek további kiegészítők a készlethez. Emellett a Drow öröksége könyvei és az Elminster Saga első három könyve is kiadásra került, valamint számtalan antológia, amik révén a legnépszerűbb szerepjáték-világ lett. 1996 első negyedében a TSR az AD&D-hez íródott 242 novellából 64 tett közzé, amik a Forgotten Realms világában játszódtak. Ezek a novellák nagymértékben megnövelték a szerepjátékok iránti érdeklődést.

A Forgotten Realmshez számtalan videójátékot adtak ki 1990 és 2000 között. Az elsők között az Eye of the Begolder jelent meg 1990-ben, amit 1991-ben és 1992-ben egy-egy folytatás követett, majd a három részt együtt, egyetlen lemezen is megjelentették 1995-ben, DOS operációs rendszerre. Szintén 1991-ben jelent meg a legelső MMORPG, az America Online-on futó Neverwinter Nights. A Baldur's Gate 1998-ban jelent meg, majd a folytatásaival rendkívül népszerűvé vált.

„...a szakértők többsége szerint a valaha készített legjobb PC-s szerepjáték”

– Sean Patrick Fannon

 2000-ben megjelent az Icewind Dale, ami szintén a Baldur's Gate játékmotorját használta. 2001-ben adták ki a Pool of Radiance: Ruins of Myth Drannor játékot, amiben számos neves karakter, például Drizzt Do'Urden vagy Elminster is szerepet kapott.

### 2000-2008
A TSR-t 1997-ben megvette a Wizards of the Coast, ezzel a publikációs jogok is hozzájuk kerültek. Az új kiadó visszavágta a Forgotten Realms és Dragonlance világához készült készletek számát az addigi hatról valamint lezárta 1998 és 1999 között az AD&D második kiadását. Ezután felkérték Rob Heinsoo-t, hogy a D&D harmadik kiadásában összpontosítson a Forgotten Realms világára. A 2001-ben kiadott játékban új anyagok és egy kibővített idővonal (1358-tól 1372-ig) is megjelent, valamint kiadásra került a keménykötésű Forgotten Realms Campaign Settings, ami 2002-ben elnyerte 2001-es Origin Awards díjat. 2002-ben azonban a City of the Spider Queen megbukott, így a kiadó csökkentette az új kalandokra eső támogatást.
2002-ben megjelent a Neverwinter Nights, ami Faerûn északi tájain, a 3.0 szabályrendszer alapján játszódott. Ehhez két kiegészítót adtak ki, amiket 2006-ban követett a játék második része. Ez utóbbihoz is két kiegészítő jelent meg. Kicsit korábban ugyanezen évben megjelent a Forgotten Realms Deluxe Edition gyűjtemény, amin helyet kaptak a Baldur's Gate sorozat játékai, az Icewind Dale és a Neverwinter Nights.

### 2008-2014
A Dungeons and Dragons 4. kiadásával együtt a Wizards of the Coast bejelentette egy kiadási tervet is, amely szerint évi hat könyvet – hat szabálykönyvet és hat leírást – jelentetnek meg, kezdve a Forgotten Realms világával. A cég a folyamatot a Forgotten Realms Campaign Guide könyvvel kezdte 2008-ban, és ugyanebben az évben jelent meg a Forgotten Realms Player's Guide, valamint a Scepter Tower of Spellgard is. Ezek a kiadványok egyben a világot is frissítették a negyedik kiadású játék „Points of Light“ koncepciójára.
A fő történeti változás az 1385-ös évben bekövetkezett Varázsjárvány (Spellplague) köré összpontosul.

### 2014-től napjainkig
A D&D 2014-es 5. kiadásának megjelenésével együtt a Wizards of the Coast bejelentette, hogy a Forgotten Realms továbbra is hivatalos kampány settingje lesz a kiadott kalandmodulokhoz. Az ötödik kiadás Kezdőkészletében, ami még a három alapkönyv kiadása előtt jelent meg, egy Forgotten Realmson található, Phandalin nevű falu a kalandmodul elsődleges helyszíne. A "Tyranny of Dragons" volt az új kiadás első multimédia kiadványa, két kalandmodult tartalmaz, a Hoard of the Dragon Queent és a Rise of Tiamatot, valamint egy frissítést a 2013-as Neverwinter videójátékhoz. A következő két sztorivonalhoz (Elemental Evil és Rage of Demons) jelent meg a Princes of the Apocalypse és az Out of the Abbyss, amik szintén a Forgotten Realmson játszódnak.
Az új kiadáshoz a 2015-ös Sword Coast Adventurer's Guide volt az első megjelent világleírás, ami a Forgotten Realms egy kis részét mutatta be. Ez a kiadvány bemutatja a Second Sundering eseményt, és hogy ez milyen játéktechnikai és világbeli változásokkal járt. Ugyanebben a hónapban jelent meg a Sword Coast Adventures videójáték is.
Az 5. kiadásban Faerûn többi része változatlan maradt, egészen 2017-ig mikor megjelent a Tomb of Annihilation kalandmodul, ami Chult déli dzsungelében játszódik.:101 A 2018-ban indult Rivals of Waterdeep című, hivatalos streamen közvetített játék is a Forgotten Realmson játszódik. Később Forgetten Realmson játszódó modulokat is feldolgoztak, mint a Waterdeep: Dragon Heist, Baldur's Gate: Descent Into Avernus és a Candlekeep Mysteries.

## A világ leírása
A Forgotten Realms nagyobb részt a Faerûn (ejtsd: férún és a féjrún között) kontinens nyugati részére fókuszál.:6 A világot nem csak emberek népesítik be, hanem különböző fantasztikus humanoid fajok is, mint az elfek, törpék és orkok. A világon vannak nemzetállamok és városállamok, amik laza védelmi vagy támadó szövetségeket alkotnak. Technológiailag az ipari-forradalom előtti Földre hasonlít, amit kiegészít a mágia jelenléte. A kereskedelmet nagyrész hajóval és lovaskocsival intézik, a termelést pedig a háziipar adja.

### Földrajz
A Forgotten Realms része az Abeir-Toril (vagy csak simán Toril) Föld-szerű bolygónak,:91 és ezen néhány nagy kontinenst mutat be. Először az TSR 1987-es Forgotten Realms Campaign Setjében volt részletesen bemutatva,. legfontosabb a Faerûn, a továbbiak a Kara-Tur, Zakhara, Maztica és további, még nem bemutatott kontinensek. Kara-Tur nagyjából Kelet-Ázsiának felel meg, és saját kiadványként is megjelent 1988-ban Kara-Tur: The Eastern Realms néven.:103 A felszín alatt található egy hatalmas, Underdark nevű világ.:98,138
A setting korábbi változataiban része volt a Great Wheel univerzumnak, amin osztozkodott a többi Dungeons & Dragons settingel, így mind részei voltak egy közös létsíkokon átívelő világnak. 2001-ben a Forgotten Realms Campaign Settingben azonban különvették a többi settingtől, így azóta saját egyedi komológiával rendelkezik.

## Fogadtatás
Sean Patrick Fannon a The Fantasy Roleplaying Gamer's Bible című könyvében foglalkozik a Forgotten Realmsszel, amiben úgy mutatja be, mint a "legambíciózusabb fantasy játék setting a Tékumel megjelenése óta", illetve hogy "ez lehet a legjátszottabb fantasy setting a szerepjátékok történelmében". Hasonlóan az irodalmi részlegegen is ez lehet a ipar vezető fantasy világa. Idővel korábban elképzelhetetlen mértéket öltött a setting népszerűsége, ami Marc Oxoby szerint ahhoz vezetett, hogy ezeknek a régenyeknek még évekkel a megjelenés után is újranyomásra volt szükségük. A népszerűségét az is bizonyítja, hogy az Egyesült Államok nyilvános könyvtáraiban sokáig a legkeresettebb fantasy zsánerű könyvek között voltak.

## Magyarországon
Magyarországon a 2000-es években a Delta Vision forgalmazta a Dungeons & Dragons harmadik kiadását. Mivel ekkorra a brand alapértelmezett settingje a Forgotten Realms lett, ezért ők is ennek a vonalnak a megjelentetésével foglalkoztak. Később, mikor a 2019-ben a Tuan átvette a magyar Dungeons & Dragons forgalmazását, a Kezdőkészletben található "Phandelver elfeledett bányája" kalandmodult a Tuan jelentette meg. Azonban a Gale Force 9 és a Wizards of the Coast közötti pereskedés miatt elvesztették a jogokat, így a szerepjáték vonalnak jelenleg nincs hivatalos forgalmazója. (A Forgotten Realms, pontosabban a Dungeons & Dragons filmeket Magyarországon az UIP-Dunafilm forgalmazza.)
Magyarul a Delta Vision a következő szerepjáték kiegészítőket adta ki a Dungeons & Dragons 3. kiadásához:
| Név                                 | Eredeti neve                             |
| ----------------------------------- | ---------------------------------------- |
| Forgotten Realms világleírás (2001) | Forgotten Realms Campaign Setting (2001) |
| A Fénytelen Citadella (2002)        | The Sunless Citadel (2000)               |
| A harag műhelye (2003)              | The Forge of Fury (2000)                 |
| Faerûn szörnyei (2004)              | Monsters of Faerûn (2001)                |

A Tuan pedig a következőt adta ki a Dungeons & Dragons 5. kiadásához:
| Név                                  | Eredeti neve                   |
| ------------------------------------ | ------------------------------ |
| Phandelver elfeledett bányája (2020) | Lost Mine of Phandelver (2014) |

## Lásd még
Sötételf-trilógia

## Fordítás
Ez a szócikk részben vagy egészben  a   Forgotten Realms című angol Wikipédia-szócikk fordításán alapul.  Az eredeti cikk szerkesztőit annak laptörténete sorolja fel. Ez a jelzés csupán a megfogalmazás eredetét és a szerzői jogokat jelzi, nem szolgál a cikkben szereplő információk forrásmegjelöléseként.